# Burgbergtunnel (Erlangen)
Der Burgbergtunnel ist ein 306,65 Meter langer Eisenbahntunnel der Bahnstrecke Nürnberg–Bamberg auf dem Gebiet der mittelfränkischen Stadt Erlangen. Bei dem am 25. August 1844 eingeweihten und heute denkmalgeschützten Bauwerk handelt es sich um den ältesten Bahntunnel Bayerns.

## Lage
Der Tunnel befindet sich zwischen dem Bahnhof Erlangen und dem Haltepunkt Bubenreuth bei Streckenkilometer 24,9 der Bahnstrecke Nürnberg–Bamberg. Er führt durch den westlichen Teil des Burgbergs, einem Bergrücken des Höhenzugs Rathsberg.

## Planung

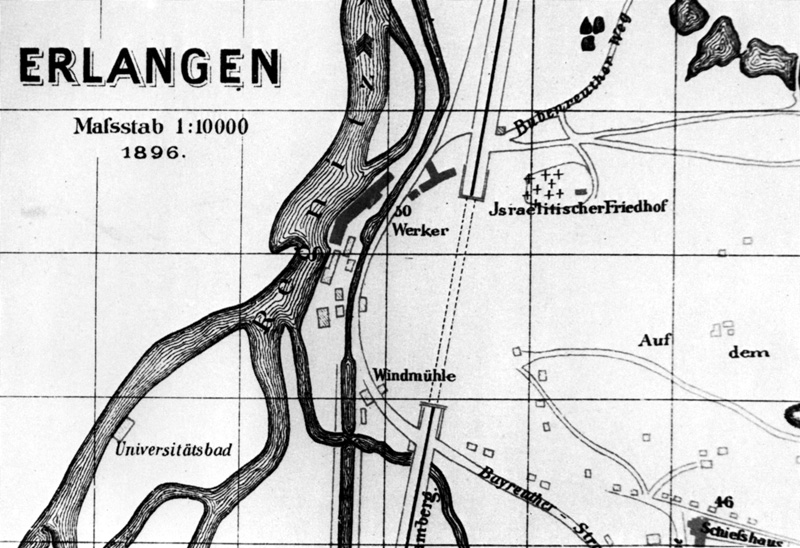
Der Burgbergtunnel (gestrichelte Linie) auf dem Ausschnitt eines Stadtplans von 1896

Da der Westhang des Burgbergs fast bis zum Ufer der Regnitz reicht, bildete er im östlichen Flusstal schon immer ein Verkehrshindernis. Der an dieser Stelle zwischen 1836 und 1843 erbaute Abschnitt des Ludwig-Donau-Main-Kanals konnte noch in einem gemauerten Bett auf der schmalen Talsohle zwischen der Regnitz und der Landstraße Nürnberg–Bamberg vorbeigeführt werden. Als man ab 1841 die Bahnstrecke Nürnberg–Bamberg als Teil der Ludwig-Süd-Nord-Bahn errichten wollte, musste die für die Planung zuständige Königliche Eisenbahnbau-Kommission zu Nürnberg mehrere Möglichkeiten untersuchen, um die Engstelle am Burgberg zu passieren.
Die zunächst eingleisig errichtete Bahnlinie sollte ursprünglich zwischen der Stützmauer am Berghang und dem Kanal verlaufen, wofür man allerdings die Landstraße hätte verlegen müssen. Die Ingenieure mussten außerdem feststellen, dass die Schiene so nahe neben der Wasserstraße verlaufen würde, „daß aus Sicherheitsgründen der Ziehweg des Kanals gesperrt werden müßte, bis die Züge passiert haben.“ „Mit mäßiger Geschwindigkeit würden Züge passieren können, aber sollte der Zug aus dem Geleise kommen, so kann er bis in den Kanal stürzen.“ Auch würde der „Anblick des Kanalmonuments sehr verlieren“. Daraufhin stellte man mehrere Überlegungen zu alternativen Strecken an, etwa hinter der Stützmauer und dem Kanaldenkmal oder sogar östlich des Burgbergs auf Höhe der Rathsberger Straße. Da auch diese Pläne nicht überzeugten, entschied man sich zum Bau des Burgbergtunnels. Der erste Bahntunnel Bayerns war ein Prestigeprojekt, das die Tunnelbaukunst des Königreichs Bayern unter Ludwig I. demonstrieren sollte.

## Bau und Beschreibung

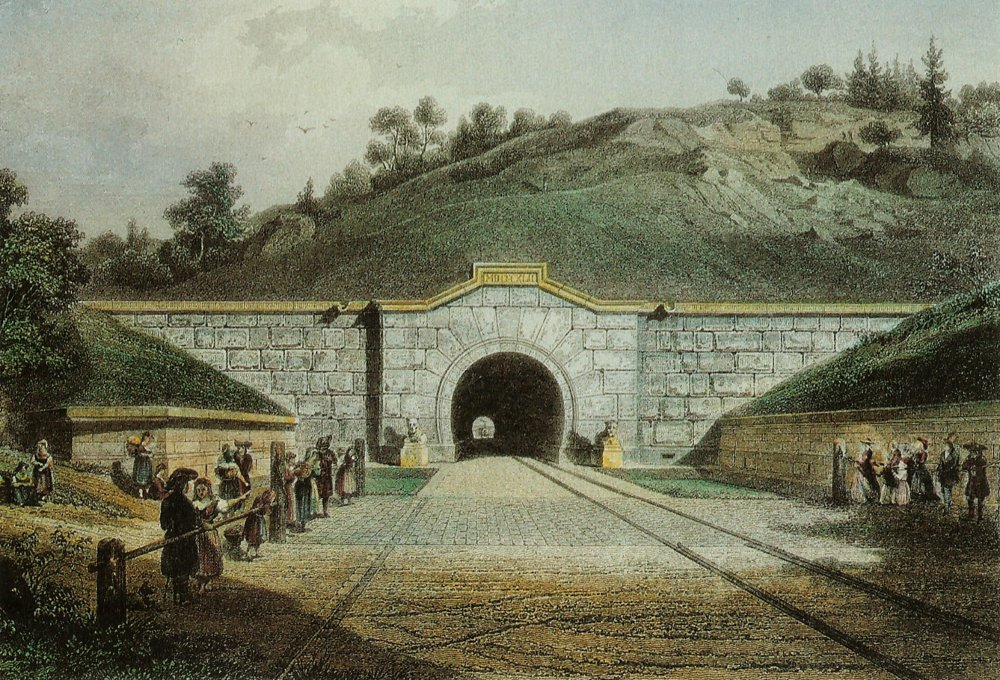
Das Südportal des Burgbergtunnels, kolorierte Lithographie (1854) von M. Kolb nach Carl August Lebschée

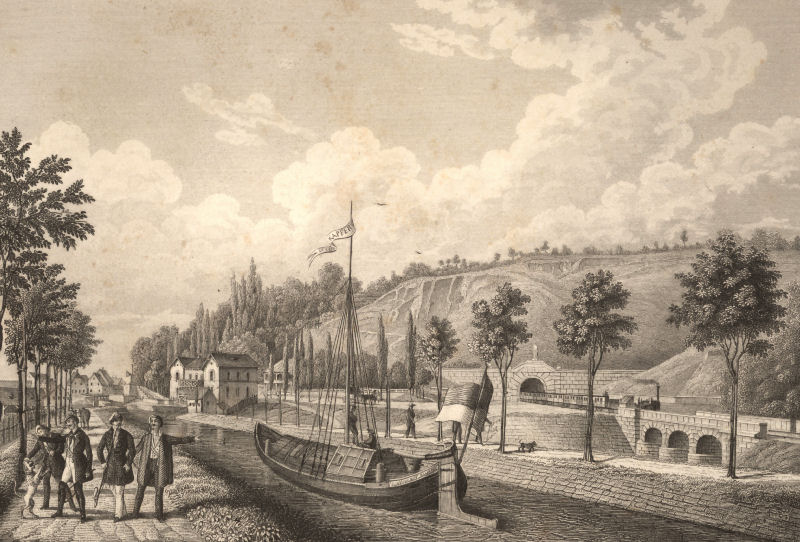
Ludwig-Donau-Main-Kanal, Südportal des Burgbergtunnels (mit nicht realisiertem Kandelaber) und Brücke über die Schwabach, Stahlstich (1845) von Alexander Marx

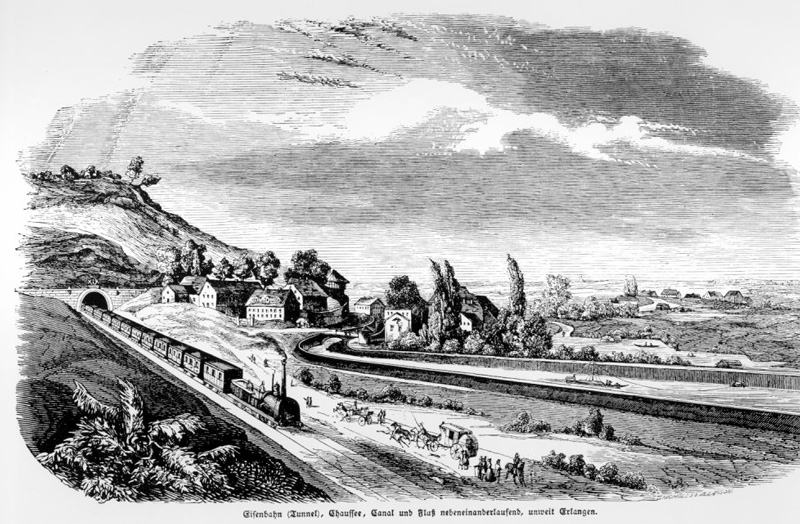
Die Lithographie „Vierstraßenblick“ (1845) von Nicholls und Allanson – sichtbar ist das Nordportal des Burgbergtunnels

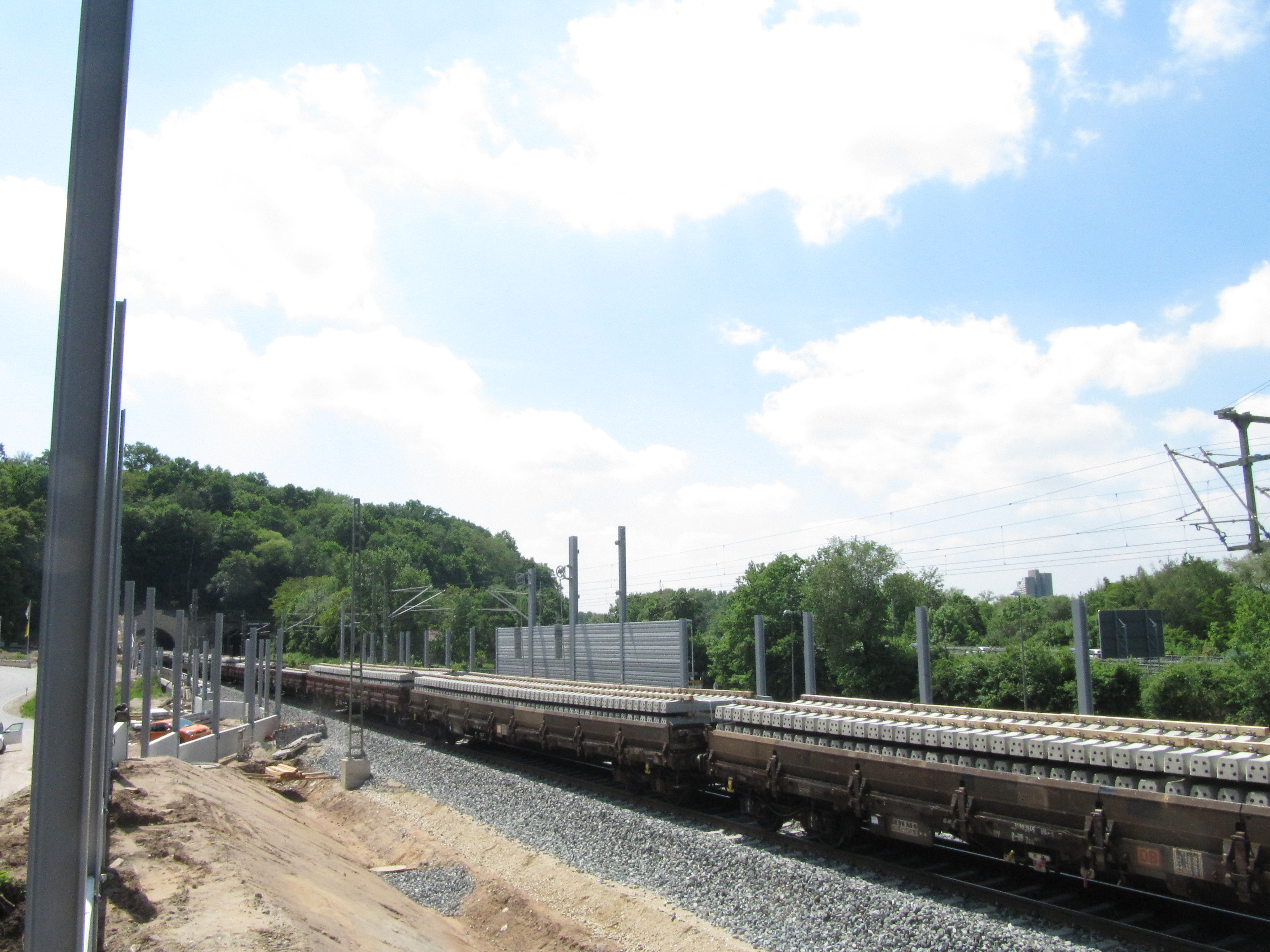
Der „Vierstraßenblick“ im Jahr 2016

Nach einigen Probebohrungen erteilte die Regierung am 1. Juli 1842 die Baugenehmigung. Am 25. September dieses Jahres begannen die Bauarbeiten. Wie schon beim Ludwig-Donau-Main-Kanal, stieß man durch die hier ungleichmäßigen Gesteinsschichten und den geröllartigen Abraum von Steinbrüchen auf große technische Schwierigkeiten. Da die Backsteine umliegender Ziegeleien nicht ausreichten, mussten für den Bau des Gewölbes eigens zwei Ziegelhütten errichtet werden. Am 22. November 1843 trafen schließlich die beiden Enden der Durchgrabungen aufeinander.
Die Baukosten beliefen sich insgesamt auf 310.786 Gulden, so dass der Tunnel zum teuersten Bauwerk der Bahnstrecke Nürnberg–Bamberg geriet. Gemäß dem im Münchner Münzvertrag festgelegten Münzfuß von 9,545 g Feingewicht  entsprach dies einem Feingehalt von 2966,5 kg Gold. Vergleichbarkeit mit heutigen Werten ist aber dennoch nur begrenzt gegeben, da die relative Kaufkraft von Gold damals eine andere war als heute. Die Einweihung des Tunnels fand mit der Eröffnung der Bahnstrecke Nürnberg–Bamberg am 25. August 1844, dem „allerhöchsten Geburts- und Namensfeste Sr. Majestät des Königs“, statt. Am 1. September 1844 wurde die Strecke für den Güterverkehr freigegeben. Der planmäßige Personenverkehr folgte am 1. Oktober desselben Jahres.
Entsprechend den herrschaftlichen Ansprüchen des Königs Ludwig I. entschied man sich für eine monumentale Gestaltung des Bauwerks. Das Südportal wird von zwei Bayerischen Löwen, das Nordportal von zwei Sphingen flankiert. Die vier Statuen von überdurchschnittlicher künstlerischer Qualität wurden von dem Bildhauer Johann von Halbig geschaffen. In der ursprünglichen Planung war sogar ein Kandelaber mit Dreifuß vorgesehen, der den Tunnel an hohen Staatsfeiertagen illuminieren sollte.
Gemeinsam mit dem hier später durch die Bundesautobahn 73 überbauten Ludwig-Donau-Main-Kanal, dem Kanaldenkmal und der dreibogigen Eisenbahnbrücke über die Schwabach entstand am Westhang des Burgbergs der bedeutendste Denkmalkomplex des 19. Jahrhunderts in Mittelfranken. Er sollte auf eindrucksvolle Weise den Sieg der Technik über die Natur im modernen Industriezeitalter veranschaulichen. Am Nordhang konnte man mit Regnitz, Ludwigskanal, Fernstraße und Eisenbahn den sogenannten „Vierstraßenblick“ genießen, der ein beliebtes Motiv für graphische Darstellungen und Fotografien war.
Wie alle zur damaligen Zeit gebauten Bahnstrecken in Bayern war der Tunnel zunächst nur mit einem Gleis ausgebaut, wobei seine Breite bereits für den Bau eines zusätzlichen Gleises ausgelegt war. Zwischen 1862 und 1892 wurde die Strecke in vier Etappen auf zwei Gleise erweitert. 1936 wurde der Tunnel im Zuge der Elektrifizierung im Profil erweitert, wobei auch einige Entwässerungsprobleme beseitigt wurden. Im selben Jahr wurde der südlich des Burgbergtunnels existierende Bahnübergang der Bayreuther Straße wegen des Ausbaus der damaligen Reichsstraße 4 durch eine Brücke ersetzt.

## Erweiterung um eine zweite Tunnelröhre

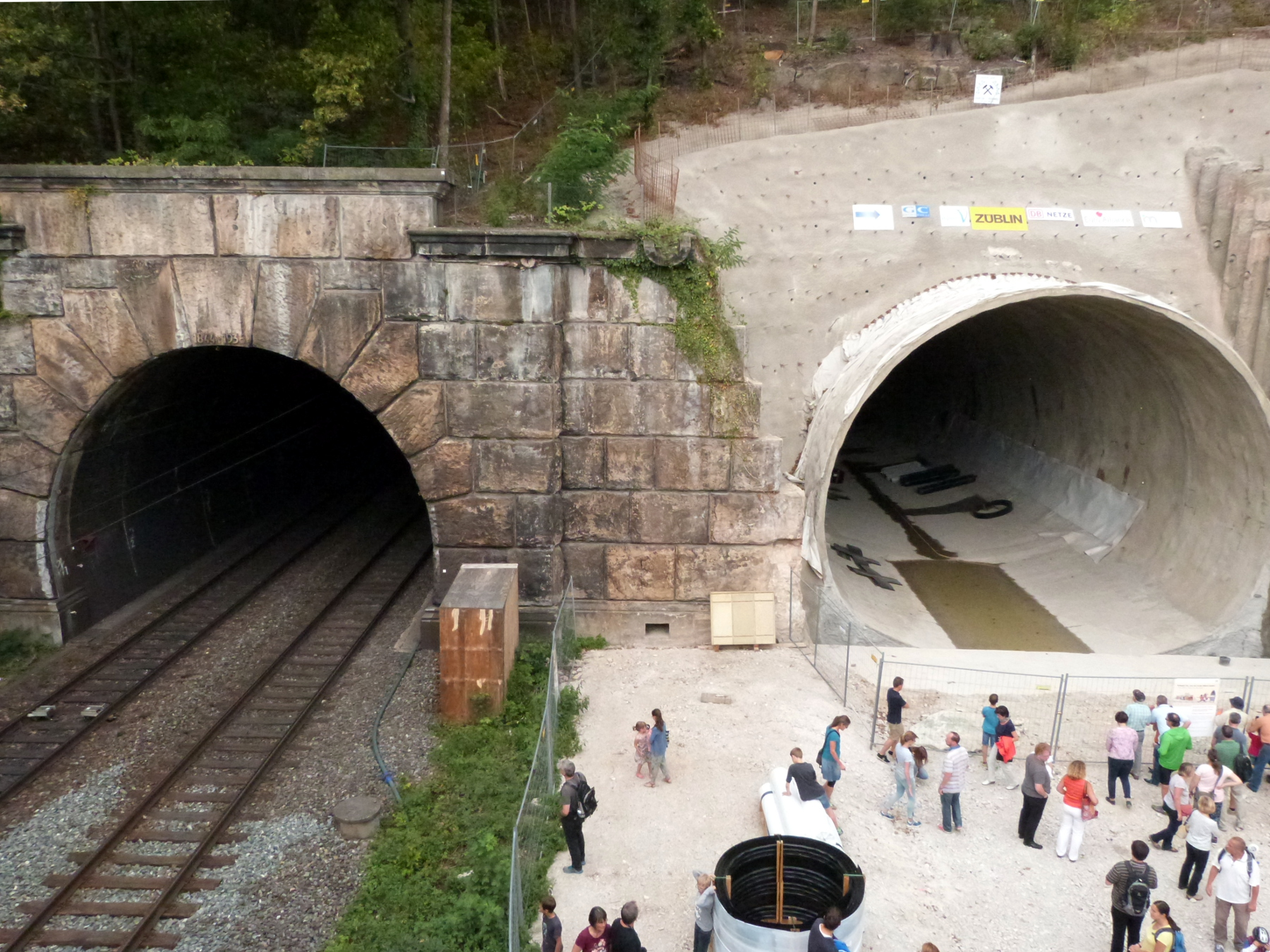
Zweite Tunnelröhre neben der ersten Tunnelröhre im Rohbauzustand (2015)

Im Rahmen der Ausbaustrecke Nürnberg–Ebensfeld (VDE 8.1) wurde östlich des alten Tunnels eine zweite Röhre errichtet. Bei einer maximalen Überdeckung von 38 Metern ist sie ebenfalls 306 Meter lang, um nach Bauabschluss die historische Portalsituation zu erhalten. Im Zuge der Baumaßnahmen wird auch der bestehende Tunnel saniert. Mitte Oktober 2013 schrieb die Deutsche Bahn den Bau des Tunnels und einer angrenzenden Brücke europaweit aus. Der zu vergebende Bauvertrag sollte von Mai 2014 bis Ende April 2016 laufen. Am 8. November 2013 wurden vorgezogene Maßnahme im Umfang von 2,4 Millionen Euro vergeben.
Der Baubeginn der zweiten Röhre war für Ende 2014 vorgesehen. Am 18. Februar 2015 wurde die zweite Tunnelröhre angeschlagen. Der Durchschlag erfolgte am 2. Juli 2015. Als Tunnelpatin fungierte Karin Kefer, die Ehefrau von DB-Vorstandsmitglied Volker Kefer.
Die zweite Röhre kostete 16 Millionen Euro. Sie wurde am 15. August 2016 in Betrieb genommen. Die alte Röhre war seitdem für die Dauer von etwa einem Jahr gesperrt. Während dieser Zeit wurden die Gleise sowie einige Brücken im Umfeld des Tunnels erneuert. Der Zustand der Bausubstanz des Tunnels selbst erwies sich als so gut, dass eine Sanierung nicht erforderlich war. Seit 28. August 2017 sind beide Tunnelröhren in Betrieb.

## Bildergalerie

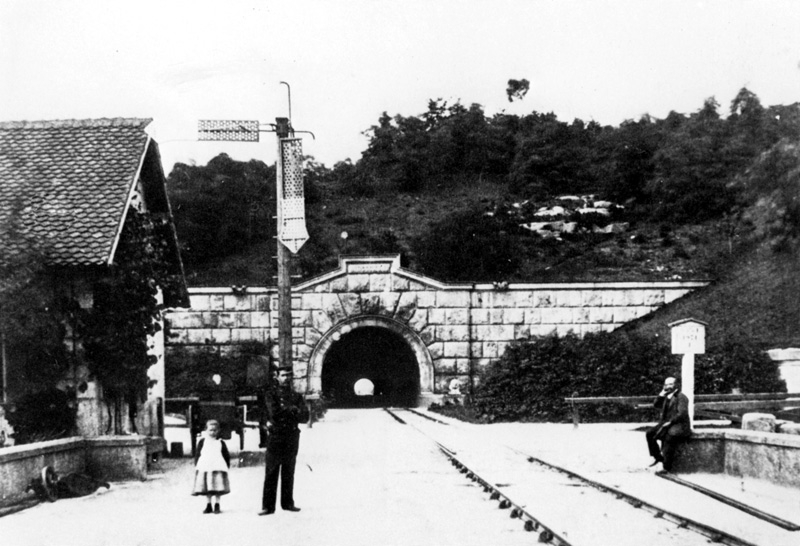
Südportal mit Bahnübergang, Fotografie um 1880
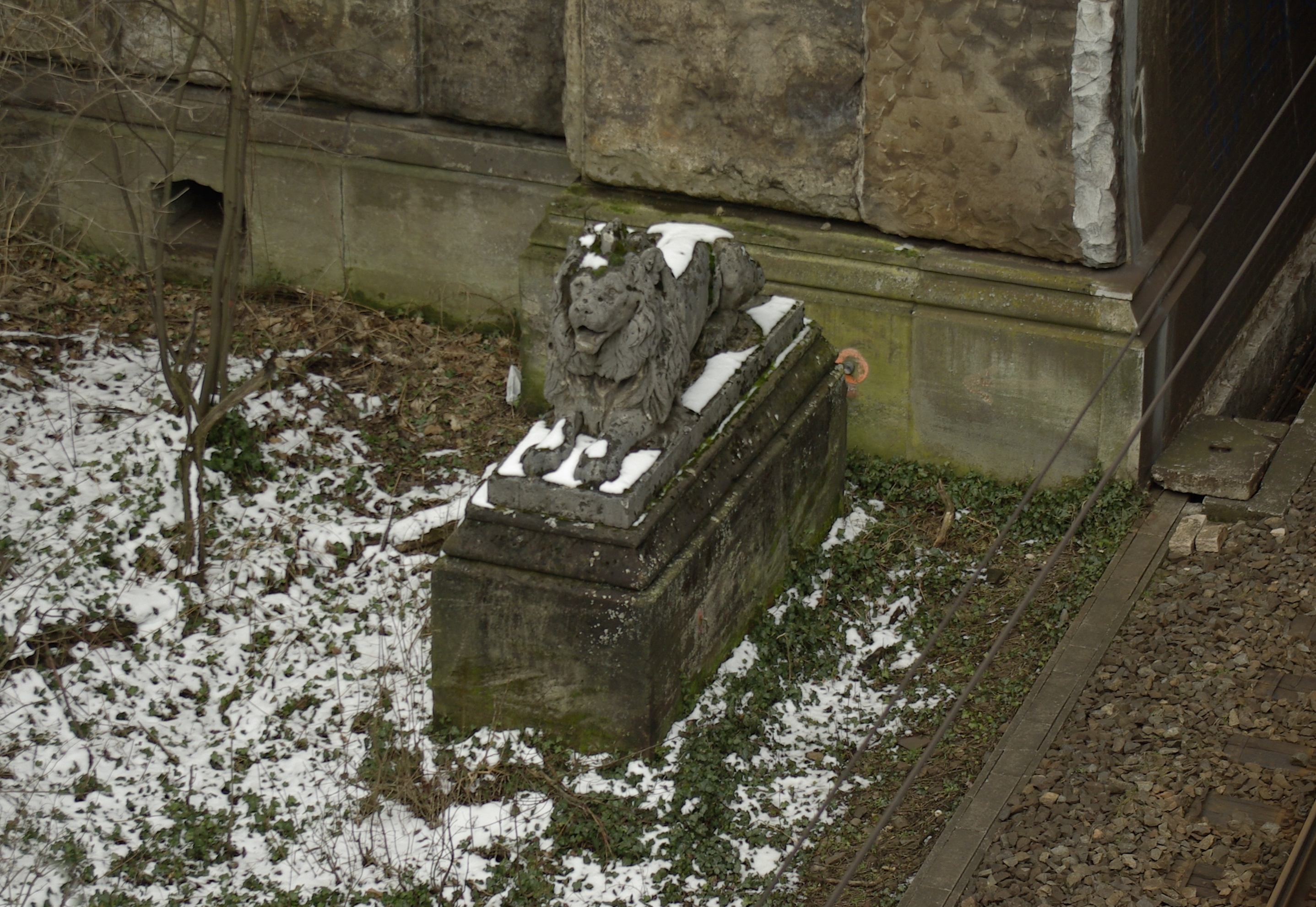
Bayerischer Löwe am Südportal, 2013
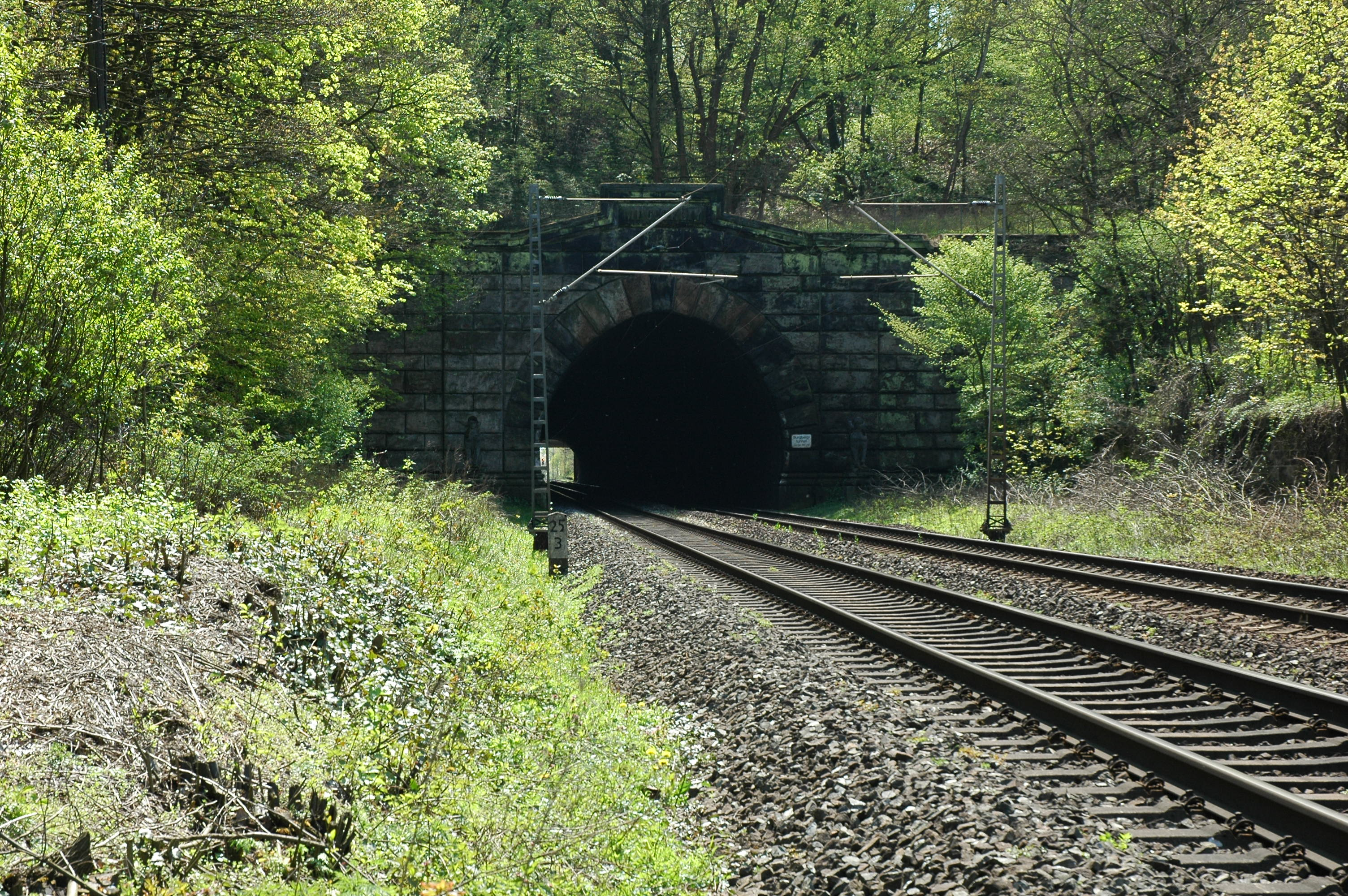
Nordportal des Burgbergtunnels, 2008
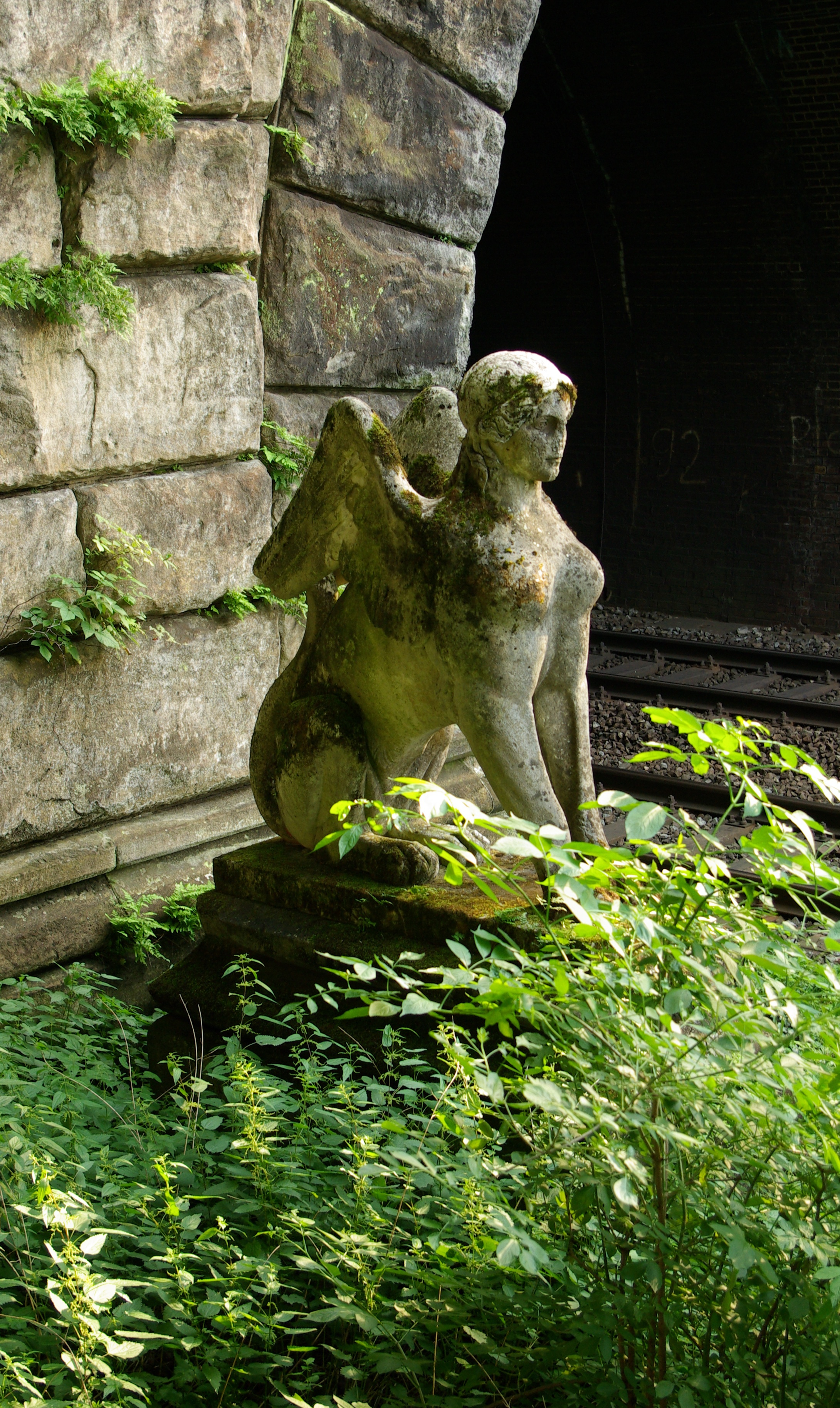
Sphinx am Nordportal, 2011
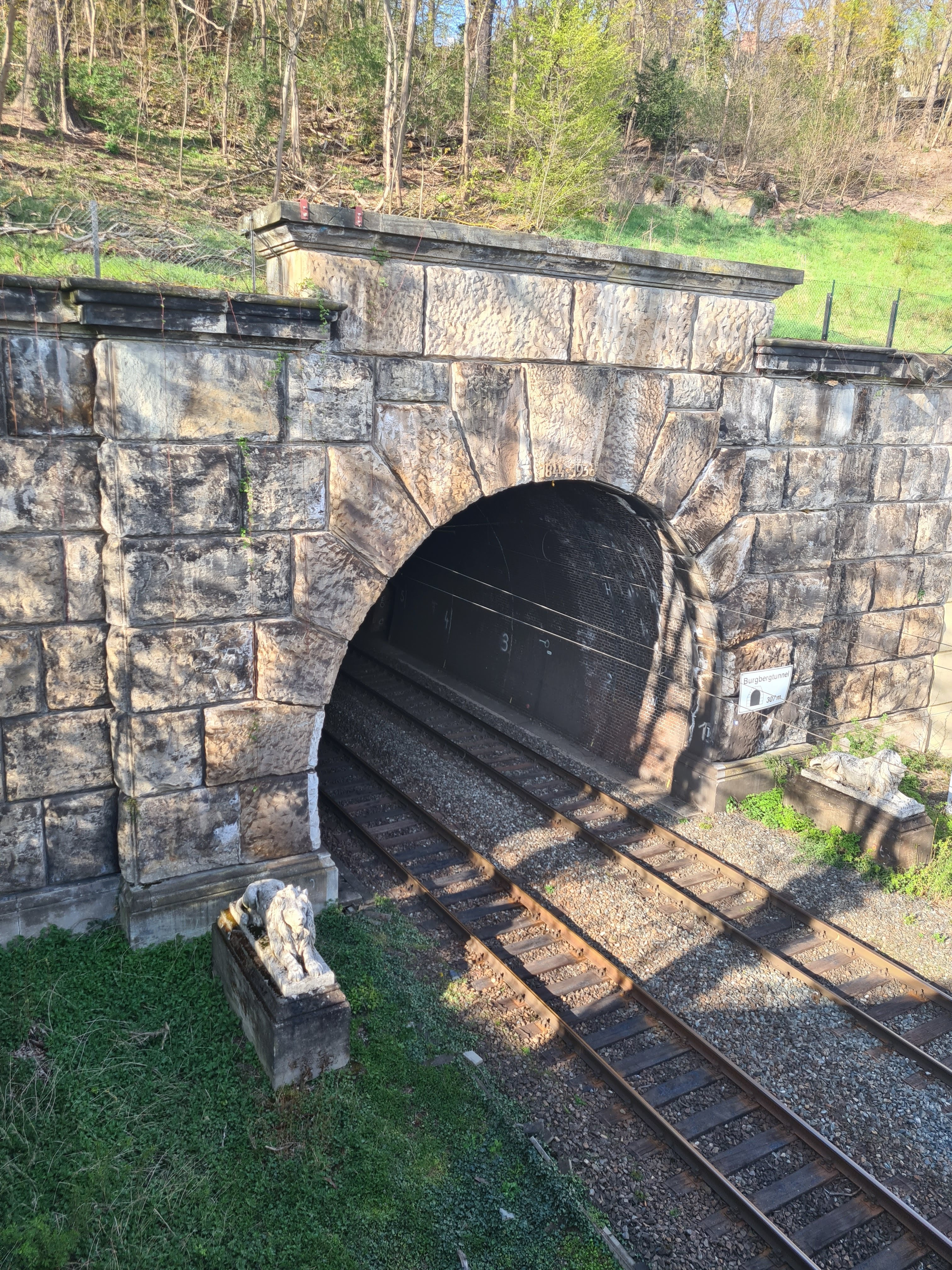
Bayerische Löwen am Südportal, 2021